# Harkawicze
Harkawicze (białorus. Гаркавічы) – wieś w Polsce położona w województwie podlaskim, w powiecie sokólskim, w gminie Szudziałowo.

## Historia
W 1921 roku wieś liczyła 36 domów i 246 mieszkańców, wszyscy byli wyznania prawosławnego.
W dwudziestoleciu międzywojennym we wsi aktywna była komórka Komunistycznej Partii Zachodniej Białorusi, której zalążki powstały w czasie wojny polsko-bolszewickiej.
Po zakończeniu II wojny światowej część białoruskich mieszkańców miejscowości wyjechała na stałe do Związku Radzieckiego, a na ich miejsce przyjechali polscy repatrianci zza linii Curzona. Jednak w związku z niechętnym przyjęciem repatriantów przez mieszkańców wsi, planowano przesiedlić wszystkich jej rdzennych mieszkańców do ZSRR, czego jednak nie wykonano.
W latach 1975–1998 miejscowość administracyjnie należała do województwa białostockiego.
23 lipca 1972 roku otwarto izbę pamięci poświęconą Sergiuszowi Prytyckiemu.

## Urodzeni w Harkawiczach
- Siarhiej Prytycki – białoruski polityk,
- Pawał Wałoszyn – białoruski działacz polityczny

## Inne
Wieś w 2011 roku zamieszkiwało 41 osób.
Prawosławni mieszkańcy wsi należą do parafii pw. św Jerzego w Jurowlanach.